# Распятие Святого Петра (Микеланджело)
«Распятие Святого Петра» (итал. La Crocifissione di san Pietro) — фреска в Капелле Паолина Апостольского дворца Ватикана. Одна из двух последних значительных работ Микеланджело Буонарроти, выполненных в поздний, кризисный период его творчества. Фреска написана в период 1546—1550 годов по заказу папы Павла III. Другая фреска, расположенная на противоположной стене капеллы: «Обращение Савла» была написана ранее: между 1542 и 1545 годами.

## История
Папскую капеллу начали строить в 1537 году. «Распятие Святого Петра», вторая из двух композиций капеллы, написанная на известный сюжет о мученической смерти святого апостола Петра. По преданию, во время гонения императора Нерона на христиан апостол Пётр был распят на перевёрнутом кресте в 64 году (по другой версии — в 67—68 годах) вниз головой по его желанию, потому как считал себя недостойным умереть смертью Иисуса Христа.
Предназначавшаяся для боковой стены небольшой, прямоугольной в плане капеллы, композиция должна была быть закончена к 1550 году. Микеланджело ко времени завершения работ в капелле было уже семьдесят пять лет. Он много болел. В 1549 году скончался папа Павел III. В том же году в капелле случился пожар, что привело к замедлению работ. Новый понтифик Григорий XIII, возможно, намеревался поручить завершение фрески не престарелому художнику, а Лоренцо Саббатини и Федерико Цуккаро, работавшими в капелле над изображениями других важных эпизодов из жизни святых Петра и Павла. Тем не менее, к 1550 году обе фрески были готовы.
В Нидерландах в Харлеме, в музее Тейлера, на листе с архитектурными этюдами имеются зарисовки итальянским карандашом к фреске «Распятие апостола Петра». Кроме этого, в Неаполе, в музее Каподимонте, хранится повреждённый фрагмент картона Микеланджело, состоящий из девятнадцати листов, наклеенных на холст (263x156 см) и повреждённых в нескольких местах.
После окончания работ над фресками в капелле Паолина, Микеланджело почти полностью посвятил себя архитектуре — Собор святого Петра, Капитолий, Палаццо Фарнезе, Санта-Мария-дельи-Анджели-э-дей-Мартири, Сан-Джованни-дей-Фьорентини.

## Композиция и стиль
Б. Р. Виппер писал, что во фресках Капеллы Паолина нет «подлинной мощи, могучей, чувственной силы, бьющей через край энергии образов, созданных Микеланджело в зрелые годы». Свойственные героям Микеланджело суровая энергия и бурная активность здесь как бы застыли, скованные враждебными человеку силами". Он отмечал «чувство одиночества и трагической безысходности», и «всё большую отвлечённость образов», характерные для последних работ великого мастера.
Выдающийся австрийский историк искусства М. Дворжак назвал фрески Капеллы Паолина «прощанием с живописью». Безусловно, в этих произведениях, как отмечал М. Дворжак, «присутствует симптом старческой слабости», особенно в «грязно-сером» колорите. Не случайно сам Микеланджело именно по окончании работ в Капелле Паолина заметил, что «фресковая живопись не для старых людей». Однако это не главное. По определению Дворжака:

 Последняя фреска Микеланджело… знаменует собой новый рубеж, новый решительный поворот в его творчестве… выразившемся в решительном отказе от идеалов его юности. На смену объективному, пребывающему вне человека содержанию, на смену наблюдениям над природой или идеализации природы приходит живописное воплощение субъективного художественного переживания, воспринимаемое как высший закон: отныне Микеланджело пытается изобразить не событие, каким оно было или каким оно может быть инсценировано им наиболее эффектно в художественном отношении, но ту ценность, к которой испытывает влечение его духовный мир 
Дворжак добавлял, что в последней фреске капеллы «Распятие святого Петра» «исчезает всякий след предшествующих воззрений Микеланджело на религиозную живопись (здесь не найти ни одного традиционного момента ни в эмоциональном содержании, ни в композиционных принципах) и о которой нельзя даже сказать, что религиозный сюжет служит лишь предлогом для художественного изображения фигур». Художник довольствуется «почти нерасчленённой массой… Бессвязной, неорганизованной, произвольной представляется композиция фрески… Как мало убедительна ситуация сцены: фигуры кажутся расположенными не друг за другом, а одна над другой — так, словно бы действие разыгрывается на отвесном склоне, конфигурация которого совершенно не ясна. Поразительно ещё и то, что здесь не соблюдается даже единство пропорций — достаточно сравнить хотя бы группу женщин с фигурой стоящего рядом мужчины». Однако замысел композиции, подчёркивал Дворжак, не является повторением старого, он совершенно нов. Отказавшись от традиционной перспективной и пропорциональной целостности изображаемого пространства, художник не следует «локальной точности или исторической верности»; он представляет «событие, происходящее в печальном уединении на некой возвышенности». Микеланджело изобразил это событие не в виде непрерывно развивающегося действия, он "объединил различные разобщённые моменты в некой диораме… Во всём этом проявляется композиционный принцип, вызывающий в нашей памяти средневековые фрески… В этом видении пространство «преображено в нечто непознаваемое: в этой бесконечности растворяются все масштабы… В этом и кроется исходный момент духовного содержания фрески».
Е. И. Ротенберг отмечал, что и в той и другой фреске капеллы «действие развёртывается на фоне сурового бесприютного ландшафта… Обе композиции сближает мрачный тон безысходного трагизма, в основе которого — несовместимость героя с чуждым и зловещим миром, его окружающим» ".

## Техника и реставрация фрески
Работы по научной реставрации фресок Микеланджело начались в 2002 году и были завершены в 2009 году. Методы включали использование химического растворителя для снятия загрязнений, ультразвуковых кюреток и лазерного оборудования. Реставрационные исследования показали, что Микеланджело писал не только чистой «буон фреской» («хорошей фреской» по сырой штукатурке), но и меццо-фреской, и альсекко (техника письма по сухой штукатурке). Меццо-фреска («полуфреска») — это техника, при которой художник пишет по слегка подсушенной, но ещё влажной основе, подготовительному слою интонако (итал. intonaco — «под тон», «под краску»), обеспечивающему хорошую кроющую способность красок, но также облегчающему работу.

## Детали фрески

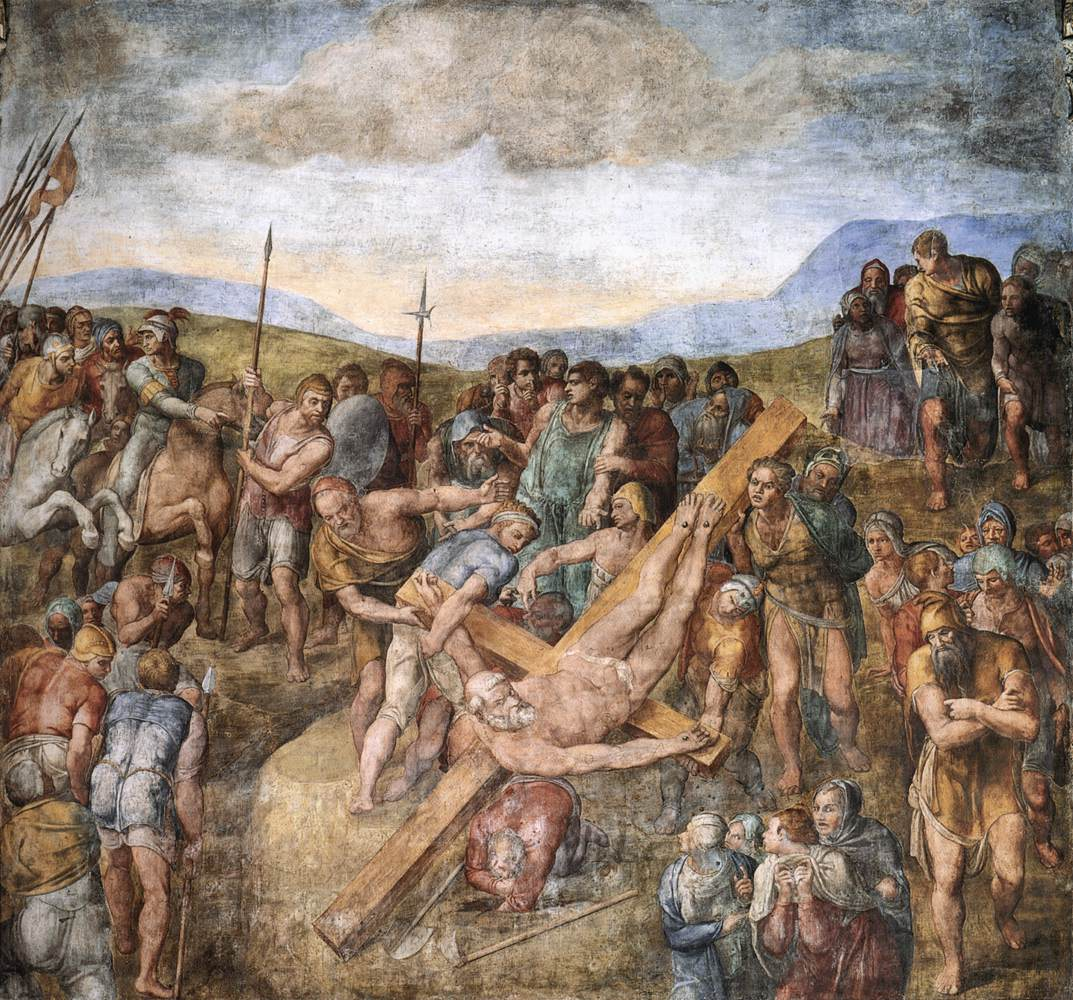
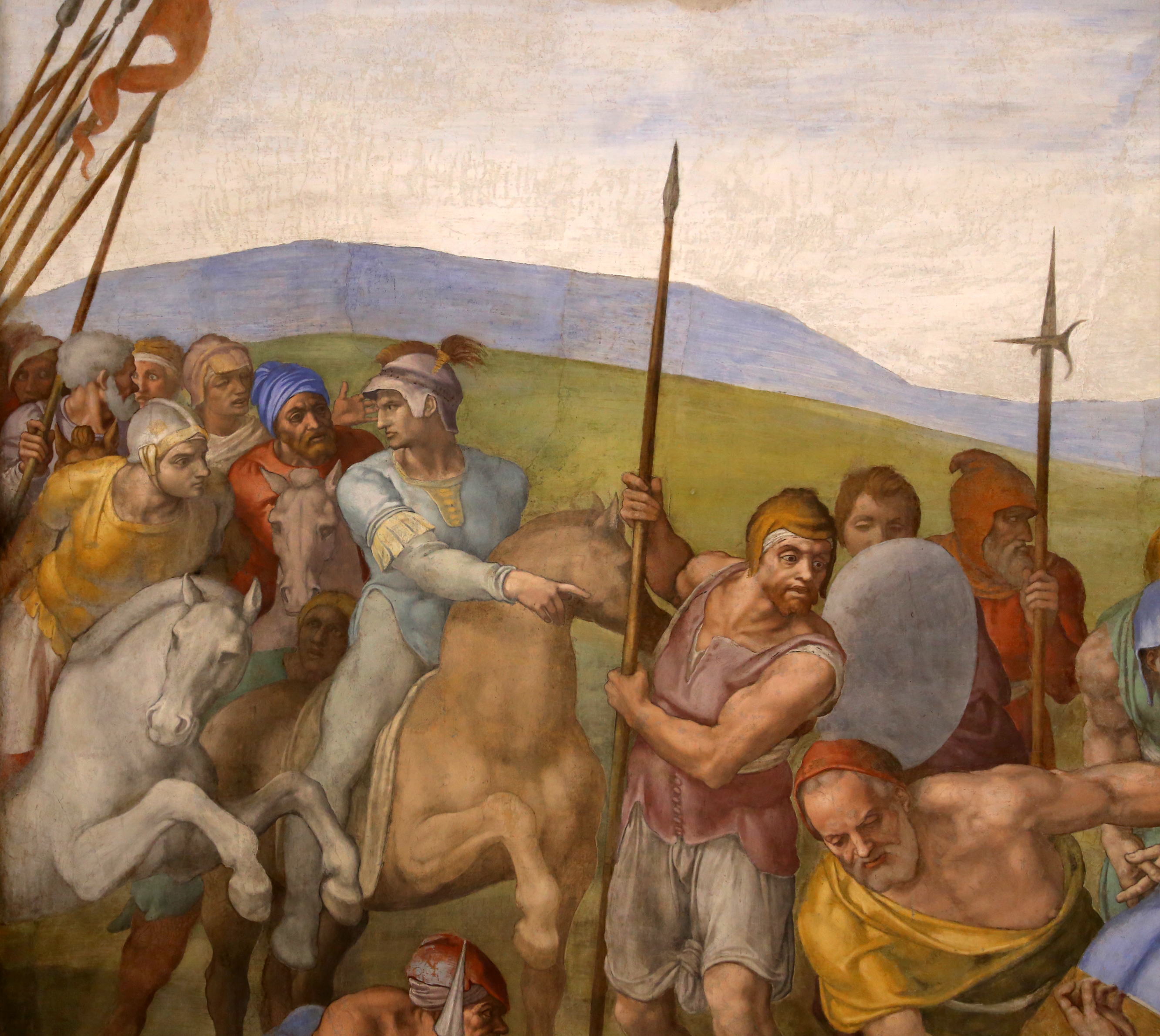
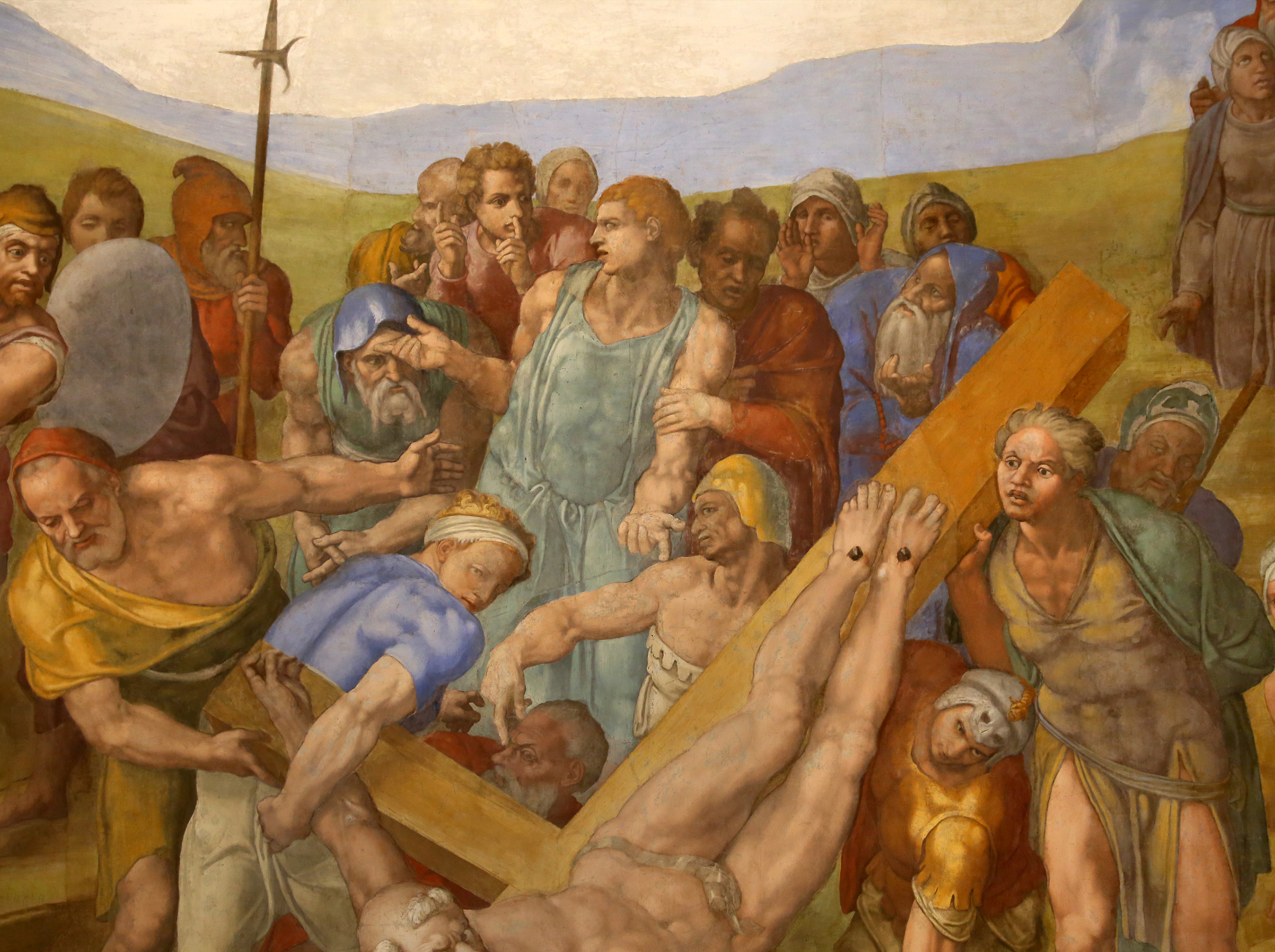
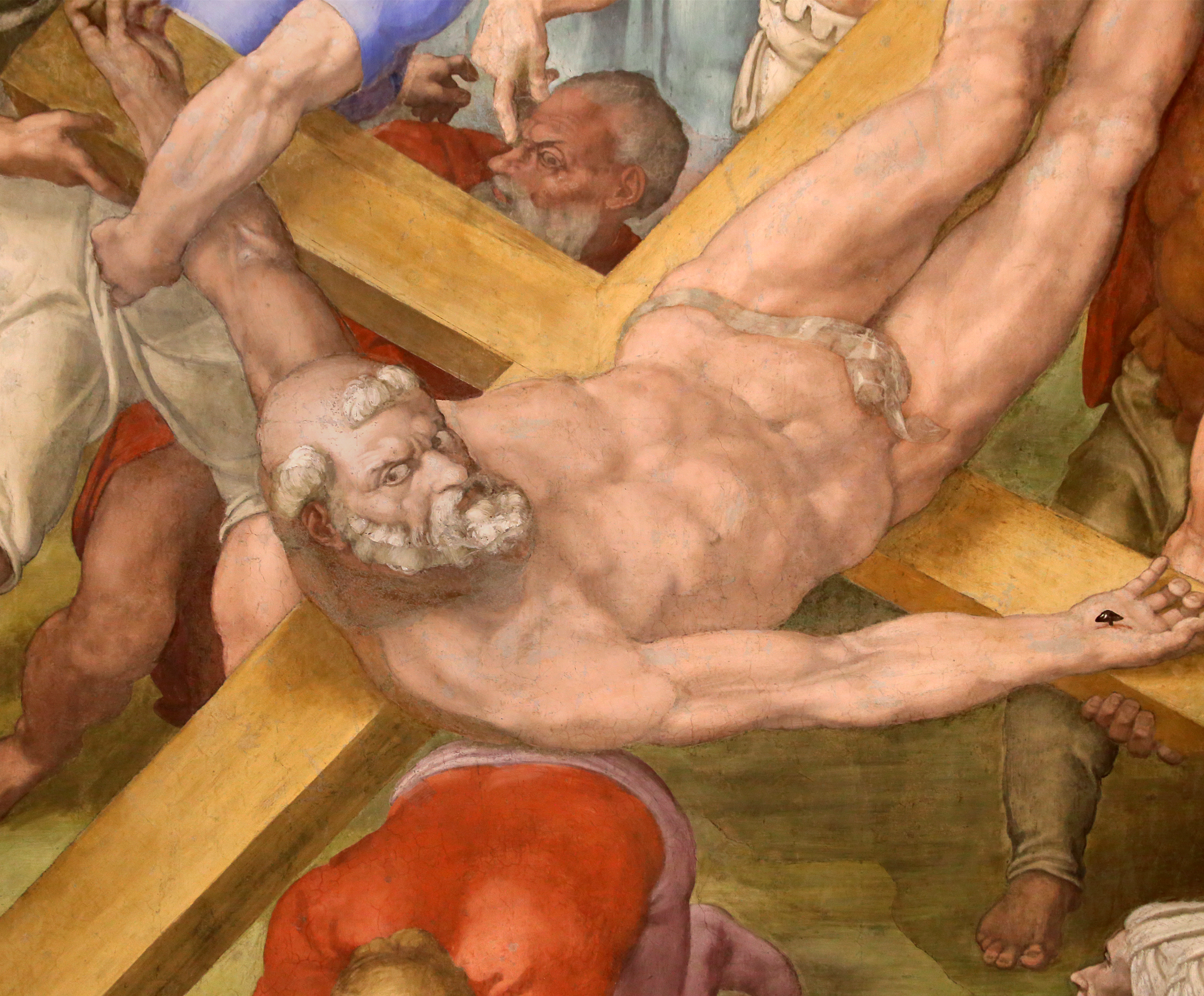
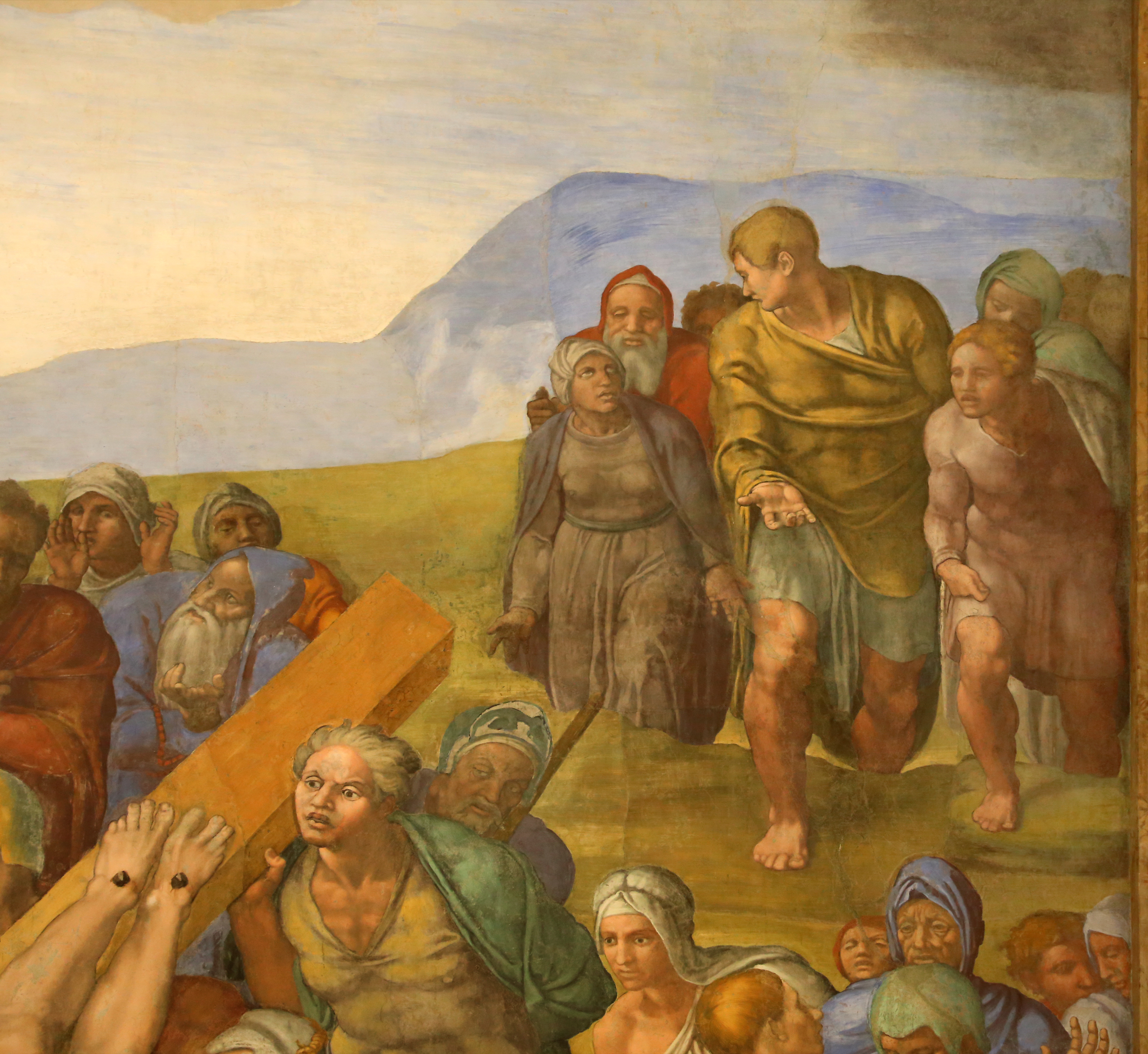
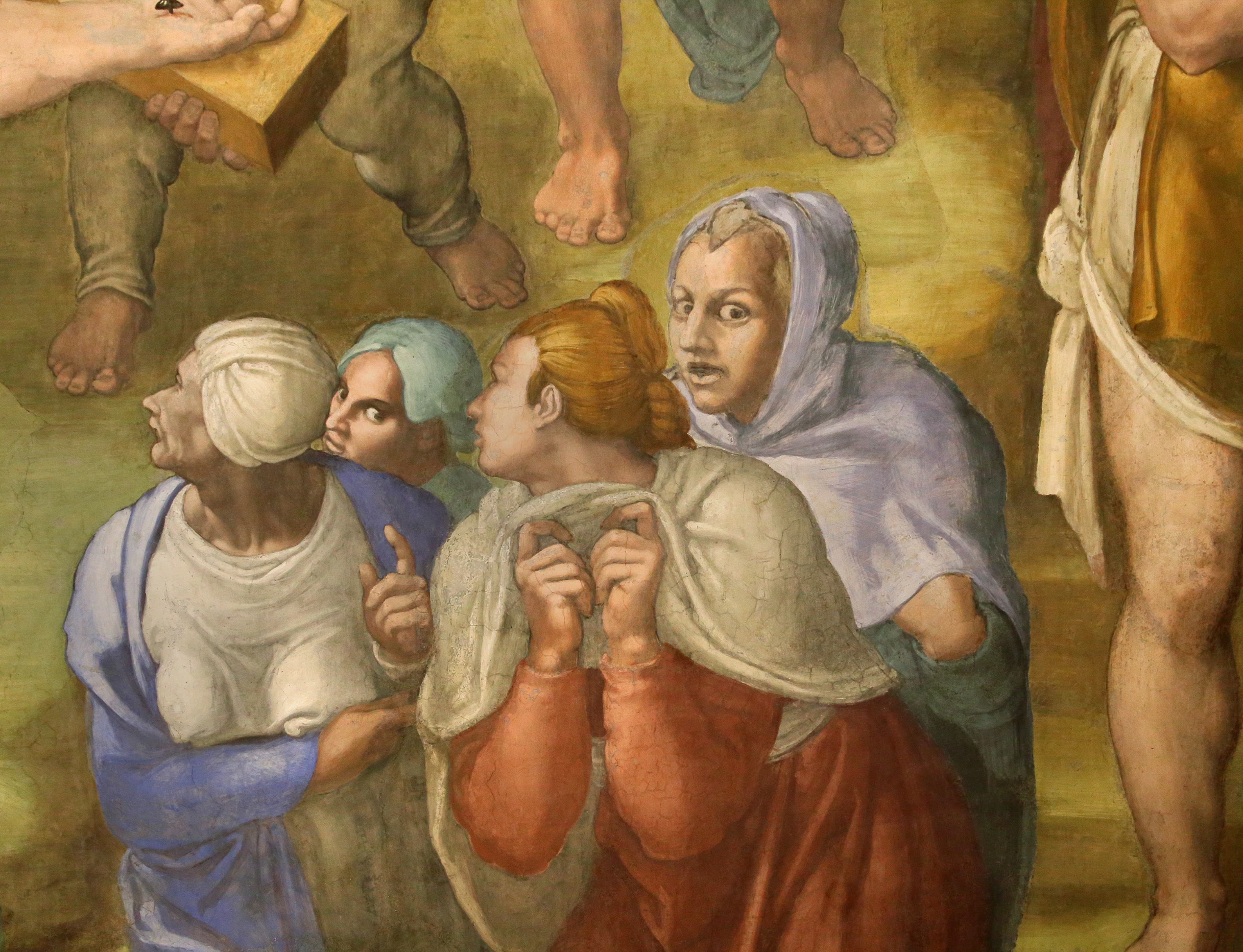
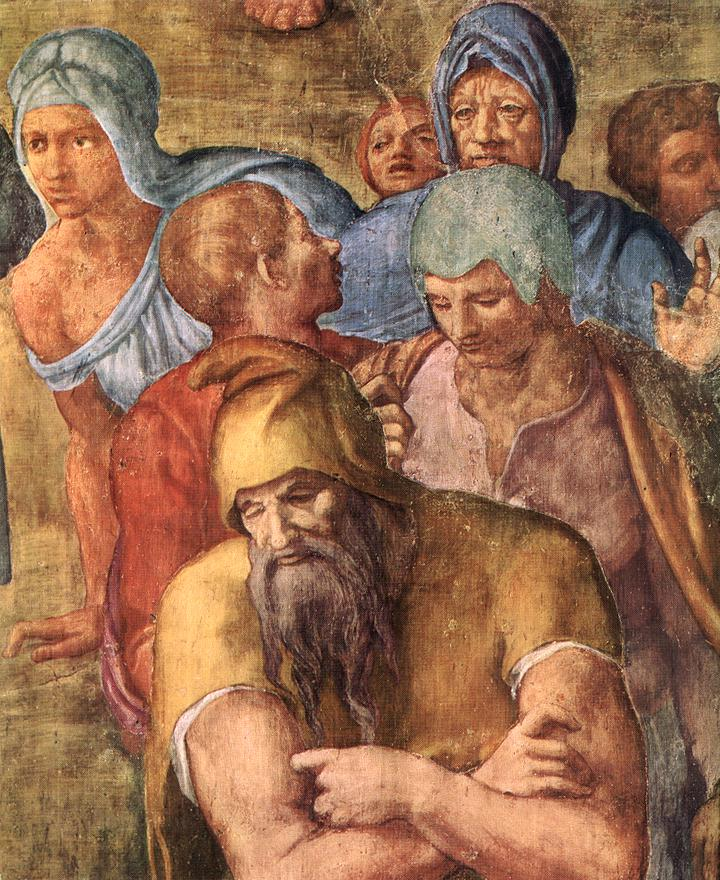